# Three Times
Three Times, (deutsch etwa „Drei Mal“, „Drei Zeiten“, Originaltitel: chinesisch 最好的時光 / 最好的时光, Pinyin Zuìhǎo de shíguāng – „Die beste Zeit, Die schönste Zeit“) ist ein 2005 entstandener französisch-taiwanischer Episodenfilm des renommierten Regisseurs Hou Hsiao-Hsien. Hou schrieb auch am Drehbuch mit. Der Film ist derzeit nur als Import erhältlich.

## Handlung
Die Liebespaare in den je 40 Minuten dauernden Episoden werden von Shu Qi und Chang Chen dargestellt. Der Film erzählt drei Romanzen ab 1966, ab 1911 und ab 2005, die einladen, Ähnlichkeiten und Unterschiede zu suchen. Die Gestaltung des sich langsam entwickelnden Dramas greift Hous eigene Werkbiografie auf und auch filmgeschichtliche Stile, erinnert beispielsweise manchmal an Wong Kar-Wai oder an Yasujirō Ozu. Hou beginnt in ländlicher Umgebung, führt uns in Innenräume und begibt sich zuletzt in die Weite einer Metropole.

### 1966, Kaohsiung: Zeit der Liebe
Insbesondere der erste Satz ist mit äußerster Reduktion künstlerischer Mittel und vor allem Schweigen nahezu minimalistisch, und er breitet die Motive für den weiteren Film aus.
Der junge Chen fühlt sich zu einer Bedienung einer Billardhalle namens Haruko hingezogen, obwohl er in der ländlichen Umgebung mit dem Fahrrad lange Strecken zu ihr zurücklegen muss. Sein erster Liebesbrief mit dem Text eines Popsongs kommt aber nicht bei der Adressatin an, sondern wird von der neuen Angestellten May abgefangen. Zudem hat er sich gerade beim Militär für Taipeh verpflichtet. Gespielt wird Freie Partie und Snooker. Über dem grünen Tuch und dem ständigen Neuaufbauen der Kugeln verliebt er sich in dieser „zeitlosen“ Atmosphäre bald in May (wurde proleptisch gezeigt), die aber die Stelle aufgibt und zu einem anderen, ebenso dunklen Spiellokal zieht. Er muss ihr dreimal mit der Fähre nachreisen, nach Taichung, Chiayi und zuletzt Huwei, und sich von Haus zu Haus durchfragen, bis sie irgendwann zusammen im Regen vor der Anzeigetafel des Bahnhofs stehen und er ihre Hand nimmt.

### 1911, Da-Dao-Chen: Zeit der Freiheit
Der Mittelteil ist als moderner, farbiger Stummfilm gehalten, einschließlich Zwischentiteln und Klavierbegleitung, und bricht mit heutigen Sehgewohnheiten auf ganzer Linie.
In einem noblen Flower House in Da-Dao-Chen könnte Ah Mei, Kurtisane und Sängerin, eine Beziehung zu dem politisch engagierten Herrn Chang entwickeln, wäre dieser nicht so erfüllt von den Ideen der neuen Zeit und deren Poesie (mit „Herr Liang“ ist vielleicht Liang Qichao gemeint). Zudem wird mit dem Wuchang-Aufstand ab dem 10. Oktober Weltgeschichte geschrieben werden. Sie benötigt Geld, um eine schwangere Freundin aus dem Etablissement freizukaufen, und der reiche Chang beteiligt sich mit 100 von 300 Silberdollar. Inmitten des üblichen Geschäftsbetriebs im nur von Öllampen erleuchteten Haus wird ein Vertrag aufgesetzt. Auch Ah Mei selbst würde gerne freikommen, ohne dass sie es je eingestehen würde. Drei Generationen von Kurtisanen sind zu sehen, dreimal besucht er sie. Chang erkennt, dass die Ära der Flower Houses sich unwiederbringlich ihrem Ende zuneigt, auch durch seine eigene Tätigkeit als Journalist. Als Ah Mei drei Monate später seinen Brief aus Tokio erhält, vergießt sie eine Träne, ganz allein gelassen.

### 2005, Taipeh: Zeit der Jugend
Dieses Segment mit drei Motorradfahrten des Pärchens durch die Millionenstadt ist der im Wortsinne (neon-)bunteste Teil des Triptychons. Kommunikation und Diskothek bestimmen Alltag und Gefühlswelt dieser Twens. Die Episode scheint chronologisch aufgebaut zu sein.
Jing ist eine Rock-Sängerin, die mit einer Frau zusammen lebt. Sie schreibt ihre Texte selbst, führt ein Blog, und trägt eine ¥-Tätowierung am Hals. Als Frühgeburt ist sie Epileptikerin, hat brüchige Knochen, ein Loch im Herz und ist auf einem Auge blind. Schon zu Beginn ist sie in den Photographen Zhen verliebt, der seinerseits seiner Freundin nicht die Wahrheit sagen kann. Die Episode gipfelt in einem tragisch verpassten Anruf um 12:45 Uhr, einem Textprogramm, mit dem ihre Geliebte ihren Selbstmord ankündigt, und damit, dass diese wie ihre Freundin Olika Suizid begeht, indem sie sich um 3:33 Uhr vom Balkon stürzt (nur auf der Tonspur). Wohin die abschließende Motorradfahrt führen würde, bleibt der Phantasie des Zuschauers überlassen.

## Kritiken
- „Während die 1966 situierte Episode sich dramaturgisch am Briefwechsel der Protagonisten orientiert, gründet das […] mittlere Kapitel des Films auf einer Trennung von Bildraum und Zwischentiteln. Der letzte […] Teil besteht aus einer mit Graffiti, Neonschriften, Tattoos, Bildschirmen und Fotografien gesättigten, rein visuellen Substanz,[9] vor deren hypnotischer Sogkraft auch die Bedeutung der Schriftzeichen kapitulieren muss.“ – Patrick Straumann, NZZ[10]

- „Hou hat ein Kino geschaffen, das uns dazu bringt, über die Verbindungen zwischen dem Persönlichen und dem Politischen, der Vergangenheit und der Gegenwart und drittens Gedächtnis[1] und Film nachzudenken. […] er findet den Kummer in den Grenzen menschlicher Erfahrung, aber Trost in ihrer Zeitlosigkeit.“ – Elbert Ventura, Indiewire[5]

- „der proustischste[11] der Filmemacher […] eine Welt aus Flux und Lebwohl. (this most Proustian of filmmakers […] his world of flux and farewell.)“ – James Quandt, ArtForum[12]

- „ein […] Regisseur, der noch nicht einmal so sehr an den Figuren interessiert ist, als vielmehr an den Freiräumen zwischen diesen […] wenn es da ein Hauptthema gibt, dann handelt ‚Three Times‘ von der Unzulänglichkeit schriftlicher Verständigung […]“ – Ben Kenigsberg, The New York Sun[13]

- „im Vergleich dazu sind die meisten anderen Filme nur halb erzählt. […] Geschichte ist nie ganz vorbei, sondern hier und jetzt, ein Dokument das ständig (neu-)geschrieben wird; die Gegenwart ist flüchtig, ein Bild, das verschwindet noch bevor wahrgenommen; und das Kino […] steht irgendwo dazwischen – eine dauerhafte Aufzeichnung, ein fliehender Moment, eine unweigerliche Abblende.“ – Chris Wisniewski, Indiewire[5]

- „das anzuschauen, ist wie die Luft anhalten […] Es gibt keine tiefere Botschaft in diesem Film. Liebe hat nie eine tiefere Botschaft.“ – Roger Ebert[14]

- „eine absolute Meisterschaft über Raum und Rhythmus, und eine menschliche Sanftheit, die durch jedes Bild flutet.“ – Film Society of Lincoln Center[15]

- „Wir sehen zwei Personen in verschiedenen Zeitabschnitten, zu denen wir keinen Kontakt aufbauen können, von denen wir so gut wie nichts wissen. Ihre Romanzen, sofern überhaupt vorhanden, wirken angedeutet und flüchtig. Ich weiss, das ist Teil des Sinns des Films, doch es funktioniert nicht. […] ein Langeweiler erster Güteklasse“ – Molodezhnaja.ch[16]

Sødtholt sprach von einem „emotionellen Film mit einem intellektuellen Herzen.“
Der Film steht in der IMDb am 30. Juli 2008 bei 6,9 von 10 Punkten mit den Stimmen von 1519 Zuschauern, bei Rotten Tomatoes bei 86 Prozent mit 49 ausgewerteten Kritiken (71 Prozent von 7 Topkritikern), bei Metacritic am 31. Juli 2008 bei 80 Prozent mit 22 ausgewerteten Kritiken.

## Sonstiges
Der Song „Rain and Tears“ von Aphrodite’s Child (1968) baut auf Pachelbels Kanon (etwa 1680) auf. „Smoke Gets in Your Eyes“ ist in der Version von The Platters zu hören (1958).
Der chinesische Titel übersetzt sich zu „die besten der Momente“ (the best of moments).
Hou Hsiao-Hsien war ursprünglich nur für die Regie einer Episode eingeplant.
Die Stummfilmform im Mittelteil resultiert unter Umständen auch ganz pragmatisch aus der Absicht, historische Dialekte und Sprachfärbung zu vermeiden, wie die New York Times nahelegt.
Roger Ebert merkt an, dass die „Filmverwertungskette Nordamerikas sich dem verschrieben hat, die Mauer zwischen Ihnen und Hou Hsiao-Hsien aufrechtzuerhalten“ (The movie distribution system of North America is devoted to maintaining a wall between you and Hou Hsiao-hsien).

## Auszeichnungen und Nominierungen
Internationale Filmfestspiele von Cannes 2005
- Nominierung Goldene Palme für Hou Hsiao-Hsien. Der Preis ging an Das Kind von Jean-Pierre und Luc Dardenne.

Golden Horse Film Festival 2005
- Golden Horse Award in der Kategorie Best Actress für Shu Qi
- Golden Horse Award in der Kategorie Best Taiwanese Film of the Year
- Golden Horse Award in der Kategorie Best Taiwanese Filmmaker of the Year
- Nominierung in der Kategorie Best Actor für Chang Chen
- Nominierung in der Kategorie Best Art Direction für Wen-Ying Huang (als Hwarng Wern Ying)
- Nominierung in der Kategorie Best Cinematography für Pin Bing Lee
- Nominierung in der Kategorie Best Director für Hou Hsiao-Hsien
- Nominierung in der Kategorie Best Editing für Ching-Song Liao und Ju-kuan Hsiao (als Hsiao Ru Kuan)
- Nominierung in der Kategorie Best Film
- Nominierung in der Kategorie Best Make Up & Costume Design für Wen-Ying Huang (als Hwarng Wern Ying), Su-jen Liao, Gin Oy und Kuan Yi Wang
- Nominierung in der Kategorie Best Screenplay – Original für T'ien-wen Chu und Hou Hsiao-Hsien

Hong Kong Film Awards 2006
- Nominierung in der Kategorie Best Asian Film (Taiwan)

Yerevan International Film Festival 2006
- Grand Prix – Goldene Aprikose in der Kategorie Best Film für Hou Hsiao-Hsien